# Polystachya heckmanniana
Polystachya heckmanniana är en orkidéart som beskrevs av Friedrich Fritz Wilhelm Ludwig Kraenzlin. Polystachya heckmanniana ingår i släktet Polystachya och familjen orkidéer. Inga underarter finns listade i Catalogue of Life.